# Franjevački samostan Duha Svetoga u Fojnici
Franjevački samostan Fojnica nalazi se u Fojnici, ispod brda Križa. Starost samostana nije moguće precizno utvrditi, no dokumenti potvrđuju nazočnost franjevaca u Fojnici još početkom četrnaestog stoljeća, na osnovi čega se dade zaključiti da su još u prvim desetljećima tog stoljeća na području Fojnice imali manju kuću koja je naknadno premještena na lokaciju današnjeg samostana. 

## Povijest
Samostani u Fojnici bili su na više lokacija i više puta razarani. 
Prvi je bio na Pazarišću. Vremenom su rasle potrebe za smještaj putnika namjernika i drugih zbog čega je trebala posebna soba. Onih drugih bili su sve brojniji, a samostan je bio uz prolazni put. Kad su okolnosti dovele da fratri tu više nisu mogli opstati, preselili su se na uzvišicu iznad Fojnice, na brdo Križ. Godne 1502. u gustoj šumi postavili su temelje novom samostanu, na istom mjestu gdje je i danas. Danas to izgleda atraktivna lokacija, no gledano iz situacije onog vremena i prostora, vidljiv je sasvim drugi motiv izbora lokacije. Za velikog osmanskog progona katolika, porušeni su i samostan i crkva u Fojnici. Bilo je to 1524. godine.
Zadnje je od 1863. godine. Nacrt je napravio Ante Ciciliani (Ceciliani) iz Trogira. Gradnju je vodio domaći majstor Matija Lovrinović (do 1865.), a zatim Špiro Marić s otoka Visa.
Obnovljen je pred rat, 1913. godine. Prema nacrtu arhitekta Lavrenčića samostan je znatno proširen izgradnjom dodatnog trakta 1940. godine. Taj se novi dio koristio kao stambeni prostor, a stara zgrada samostana za knjižnicu i muzej.
Tijekom rata samostansko proširenje je završeno. Netolerancija novih komunističkih vlasti prema katolicima brzo se pokazala. Nacionalizirala je dio samostanskih prostorija u razdoblju od 1949. do 1959. godine, prema nalogu općinskih vlasti koje su dale da se te prostorije koriste u druge svrhe. U taj novi dio samostan završen tijekom rata uselila se JNA i ostala do 1959. godine.
Vjeronaučna dvorana izgrađena je 1984. godine. Predratnih godina bilo je novo renoviranje. Stambeni je dio temeljito renoviran od 1987. do 1990. godine.
Rat u Bosni i Hercegovini donio je nemile događaje fojničkim franjevcima. Premda su se fojnički franjevci ponijeli kao iskreni bosanskohercegovački domoljubi, to nije spriječilo muslimanske ekstremiste 13. studenoga 1993. ubiti dvojicu franjevaca na svirep, surov i nedoličan način u prostorijama samostana. Ubijena su dvojica velikih bh. patriota. Ubijeni fra Leon Migić prvi je u Fojnici istaknuo zastavu BiH (zastava s ljiljanima) i to na zidine fojničkog samostana, da se mogla vidjeti gotovo iz svake ulice i mjesta grada Fojnice. Drugi ubijeni bh. patriot, fra Nikica Miličević dva je mjeseca prije smrti govorio: „Moja domovina, domovina moga naroda s kojim sam nikao, s kojim živim, je jedino Bosna.“ i isticao „Katolička Crkva je bezpridržajno bila 'za' na referendumu, 'za' jedinstvenu BiH.“
Muslimanski su ekstremisti iz 302. motorizirane brigade Armije BiH iz Visokog, i ubojica i trojica pomagača. Strijeljali su gvardijana fra Nikicu Milićevića i vikara fra Leona Migića koji su tada obnašali službu Uprave Samostana u Fojnici. Prema svjedočenjima očevidaca, dvojica ubijenih franjevaca ubijeni su samo zato što su "uza se imali hrvatska obilježja; privjesak s grbom i hrvatskom šahovnicom koje je Čengiću zasmetao kada su mu ubijeni fratri otvorili vrata samostana". Čengić je bio u sastavu "Frkine jedinice", kojom je zapovijedao Ferid, Salemov, Provalić zvan Frka. Ta jedinica povezana je s u listopadu 1992. godine u Visokom formiranom postrojbom Armije BiH “Ljudi sjenke”, formacijski u sklopu 316. brigade. Činilo ju je 100-150 vojnika, 90 posto predratnih kriminalaca, tzv. Frkina jedinica, koja je po zlu postala poznata po zločinima nad Bosanskim Hrvatima u općinama Vareš, Breza, Visoko, Kakanj, Kiseljak i Fojnica. Ipak, ovo nije bilo ubojstvo kao u krčmi zbog omražene zastave. U pozadini su stajali i drugi motivi, koji su nažalost zatajeni u sudskom procesu. Na te su probleme u kasnijim žalbama franjevci ukazivali. Ubojica je priveden tek četiri mjeseca nakon počinjenja ovog teškog zločina. Vrhovni vojni sud u Sarajevu u predmetu iz 1994. godine i i Vrhovni sud Bosne i Hercegovine u predmetu iz 1995. godine za ovo su kazneno djelo procesuirali Miralema Čengića i osudili ga na 11, odnosno na 15 godina zatvora, te sudionike Nedima Zerdu, Samina Mušinbegovića i Vahida Begića na po šest mjeseci zatvora. Sudovi nažalost u kaznenom predmetu nisu utvrdili prave ubojičine razloge, motive i pobude, a to je da je ovo bilo kazneno djelo protiv čovječnosti i međunarodnog prava. Ubijeni su članovi Uprave samostana, a ostali fratri su ostali pošteđeni, čak i fratar očevidac kojeg je sudionik ubojstva držao. U presudi tužitelj nije donio mogućnost da je netko ovaj ratni zločin planirao i naredio, niti je napisana u presudi niti jedna riječ koja bi upućivala na mogućnost da se ovo dvostruko ubojstvo dovede u kontekst zločina vojnika protiv civila, zločina iz mržnje prema drugom narodu, dakle: organiziranog ratnog zločina. Samo nekoliko mjeseci nakon presude, tadašnji predsjednik BiH Alija Izetbegović ubojici je dao čak tri pomilovanja, a četvrto je pomilovanje dao ondašnji predsjednik FBiH Ejup Ganić i ubojica je bio na slobodi.
Dotrajalost je zgrade učinila svoje, pa je stari dio samostana gdje je bio muzej i knjižnica srušen 2000. godine, a gradnja novog na istom mjestu počela je po projektu Krešimira Kolovrata. Građevinski dio radova završen je 2001. godine.
Samostanske orgulje također su dane na obnovu. Kolaudacija obnovljenih samostanskih orgulja bila je 10. listopada 2012. godine. Muzej franjevačkog samostana svečano je otvoren ponovo za javnost 27. svibnja 2014. godine. Svečano ga je otvorio predsjednik Vlade susjedne RH Zoran Milanović.
Muzej franjevačkog samostana u Fojnici kandidiran je 2016. za nagradu Europskog muzeja godine, u konkurenciji 60 najboljih muzeja u Europi.

## Pastoralni rad

### Fojnički franjevci i grad Jajce
Franjevci iz Fojnice su nakon turskog osvajanja Jajca opsluživali preostale katolike Hrvate iz Jajca. Jajački Hrvati su po dolasku Turaka ostali bez crkve sv. Katarine koju su Turci porušili, crkve sv. Marije koju su pretvorili u džamiju, toranj sv. Luke prenamijenili u minaret, a Turci su porušili franjevačke samostane u Jajcu, Grebenu i Jezeru. Da bi imali gdje odsjesti, fojnički franjevci su imali svoje sjedište na desnoj obali Vrbasa, u mjestu Lučini nedaleko od Jajca. Nastamba je izgorjela 1620. godine. Obnovljena je nekoliko godina poslije. Sve ukazuje da je to bila prostrana zgrada, jer je udomila sve fojničke franjevce nekoliko godina, nakon požara samostana i crkve 1664. godine.

### Pastoralni djelokrug fojničkih franjevaca
Sve koji su živjeli u prostoru uz lijevu obalu rijeke Bosne sve do Save, pa preko Banje Luke do Bihaća, Livna, Duvna, Rame i svu današnju središnju Bosnu, fojnički su fratri pastorizirali.
Kroz povijest mijenjalo se područje koje je pastoralno opsluživao fojnički franjevački samostan. Prema izvješću biskupa M. Maravića 1647. godine, pokrivali su župe: Fojnicu, Jajce, Kamengrad, Kotor, Vodičevo, Dragotinu, Ljubiju, Banju Luku, Motike, Dragočaj i Kozarac.
Izvješće fra Nikole Ogramića-Olovčića 1673. spominje da franjevci uz gornje župe opslužuju još Bihać i Dobretiće, što je ukupno 16.443 katolika.
Uslijedilo je veliko iseljavanje katolika u vrijeme Bečkog rata (1683. – 1699.) i nestale su brojne župe i samostani. Zbog toga je ostalo mnogo manje katolika raspršenih na velikom području, koje su fojnički franjevci pokrivali. Prema Dragičevićevom izvješću 1743. opslužuju župe: Fojnicu, Lašvu, Jajce, Dobretiće, Banju Luku, Ivanjsku, Kotor, Majdan, Vodičevo, Bihać, Ramu, Livno, Duvno, Skoplje s Kupresom, što je ukupno 18.443 katolika.
Broj se katolika vremenom povećao. Godine 1762. bilo je 27.315, a 1779. god. 36.240 katolika. Nadležnost fojničkog samostan 1856. god. bila je nad župama: Fojnicom, Brestovskim, Busovačom, Zenicom, Gučom Gorom, Dolcem, Orašjem (Ovčarevo), Jajcem, Dobretićima, Varcarom, Kotorom, Banjom Lukom, Ivanjskom, Gradiškom, Sasinom, Volarom, Starom Rijekom, Bihać, Skoplje, Malim Selom, Kupres, Rama, Triješćanima, Vidošima, Goricom, Čuklićem i Ljubunčićem, sveukupno 60.588 katolika.
U drugoj polovici 19. stoljeća osnovani su novi samostani (Gorica, Guča Gora, Petrićevac, Rama) koji su rasteretili fojničke franjevce i dio župa je prenesen pod nadležnost novih samostana. Dio tih župa predan je 1883. svjetovnom svećenstvu.
Fojnička župa brojila je 1991. godine 5223 katolika (1974.: 4950). Danas ima 3613. vjernika. Teritorijalno je opsežna i obuhvaća sljedeća naseljena mjesta: Fojnica, Bakovići, Bakovićka Citonja, Banja, Bistrica, Bježanija, Božići, Carev Do, Crvene zemlje, Djedov Do, Drin, Dugo brdo, Gojevići, Gradina, Kamenik, Kazijevići, Lučice, Lužine, Mujakovići,Nadbare, Ostruška Citonja, Ostružnica, Otigošće, Paljike, Podcitonja, Ponjušina, Ragale, Rajetići, Slakovići, Selišće, Šavnik, Šćitovo, Tješilo, Trošnik, Zarastin i Zimije.
Uz spomenutu župnu crkvu, na području župe nalazi se i nekoliko podružnih: Gojevići (Sv. Franje Asiškog, 26 x 12 m, izgr. 1972./1973. umjesto drvene crkve iz 1946.; projekt: M. Subotić, B. Borić), Šćitovo (Presv. Srca Isusova, 20 x 10 m, izgr. 1974./1975., projekt: D. Duvnjak), Otigošće (Sv. Ane, 10 x 6 m, izgr. 1980., projekt: D. Duvnjak), Kazijevići (Porcijunkula, 7 x 4 m, izgr. 1969., projekt: B. Borić). Od drugih sakralnih objekata postoji i 15 grobljanskih kapelica.

## Crkva
Nakon turskog razaranja samostana i crkve sv. Marije za velikog progona između 1521. i 1524., franjevci su poslije od Turaka isposlovali dopuštenje za obnovu u istim gabaritima. Franjevci međutim uskoro grade novi samostan i crkvu. Obnova je bila zatražena 1527. godine. Nova je crkva sagrađena 1594. – 1598. na mjestu te crkve, približnih dimenzija kao i prethodna (ca 31xl0 m) jer Turci nisu dopuštali veću, a samostan je obnovljen 1598. god. Veliki požar 1664. uništio je i samostan i crkvu i dragocjenosti, prije svega knjižnicu i arhiv. Do izgradnje nove, franjevci su se privremeno nastanili u Lučini kod Jajca. Nakon dvadesetak godina, podmićivanja činovnika i plaćanja visokih dažbina, franjevci su isposlovali dopuštenje za gradnju, tako da su podigli samostan 1666. – 68. i crkvu 1669. godine. Obje su zgrade obnovljene 1798. ali opet tek nakon višegodišnjeg podastiranja molbi kod turskih vlasti. Bosna je u fojničkoj crkvi dobila prve orgulje. Nabavljene su godine 1801., ali nisu sačuvane. Obnova crkve i samostana uslijedila je ponovno 1830. godine. Ne zna se kakva su bila stilska obilježja crkve, no zacijelo se radilo o jednom uobičajenom pravokutnom prostoru za puk, na koji se nastavljao prezbiterij s glavnim oltarom. U tim je teškim vremenima franjevcima glavni cilj bio osigurati krov nad glavom, tako da je estetska dimenzija imala drugotno značenje.
Novu crkvu franjevci su započeli graditi 1884. god. pod vodstvom Franje Moysesa graditelja iz Dalmacije. Fra Miho Čuić (Duvno 1750.? – 1809.) oslikao je strop i propovjedaonicu. Ova se gotovo izgrađena crkva zbog nesolidne izvedbe srušila, pa je 1888. god. podignuta nova (31 x 14 m), po projektu arhitekta Josipa Vancaša, u renesansnom slogu i s kupolom na križištu. Crkvu je iznutra oslikao slikar Josip Oisner 1894. god za 2400 forinti. Ukrasio ju je floralnim ornamentima i likovima svetaca u medaljonima. Natpisi na njemačkom jeziku ispod likova evanđelista govore o podrijetlu slikara, o kome inače nemamo životopisnih podataka. Cijela dekoracija crkve ostavlja dojam o solidnoj slikarskoj izvedbi. God. 1894. nabavljena su tri oltara tirolske izradbe (radionica F. Stuflessera), nove orgulje (sedam registara) firme Rieger iz Šleske (1896.), Put križa u Beču, te dva zvona u Innsbrucku. Crkva je obnovljena 1913. god. Ona danas ima tri zvona: malo i veliko potječu iz 1927. god. (Livarna zvonov-Maribor), a srednje je iz 1894. (firma: Albert Samassa-Labaca). Crkva je u najnovije vrijeme djelomice renovirana.

## Samostansko blago
Samostan je od tada središnja točka duhovnosti u nekoć pretežito rudarskom naselju i okolici, o čemu svjedoče bogati samostanski muzej, knjižnica, te pismohrana u kojoj su pohranjeni neki izuzetno rijetki i vrijedni dokumenti, među kojima treba istaknuti ahdnamu, povelju iz osmanskog razdoblja kojom je vojskovođa Mehmed II. bosanskim franjevcima zajamčio sigurnost i omogućio slobodno djelovanje na ozemlju koje je osvojio. Povijesno i heraldički vrlo vrijedan Fojnički grbovnik se od davnina čuva u samostanu. Zbirku minerala prikupio je fra Paškal Vešara (Fojnica, 20. rujna 1906. – 3. veljače 1979.). Muzej čuva dokaze o ekploataciji zlata i srebra iz rudnika Bakovića. Izložene su rude iz kojih se prerađivalo zlato, alat kojim se kopao, te nakit koji su izrađivali fojnički zlatari.
Aktualni gvardijan fojničkog samostana je fra Miro Relota, koji se vratio u svoju provinciju Bosnu Srebrenu poslije 27 godina provedenih u Italiji.
Muzej samostana u Fojnici rujna 2016. kandidiran je za naljepši europski muzej godine.

## Časne sestre
U podnožju samostana,  na lokalitetu Rupnovcu, stotinjak metara ispod nalazi se kuća časnih sestara. Gradnja kuće datira još od kraja osmanske vlasti. Bila je jedna od prvih škola u Bosni i prva škola u Fojnici. Biskup fra Augustin Miletić napisao je bukvar, a organizirano učenje u ovaj kraj došlo je s fra Mijom Gujićem. Škola je bila toliko utjecajna da se još u osmansko doba govorilo da u ovom kraju i čobanice znaju pisati i čitati. Pomoću austrijske vlade sagrađena je 1872. pučka učiona. Početkom 1970-ih franjevci iz samostana ustupili su ovu kuću školskim sestrama franjevkama Bosansko-hrvatske provincije, koje su radile u bolnici, Domu zdravlja i u franjevačkom samostanu u Fojnici. Franjevke su u ovoj kući živjele i radile od 1970. do 1993. godine. U vrijeme rata sestre su morale otići iz te kuće.
29. travnja 2009. na dan osnutka Bosansko-hrvatske provincije Prečistog Srca Marijina, gvardijan Samostana u Fojnici, fra Nikica Vujica pozvao je vjernike na molitvu za povratak sestara u Fojnicu. Šest godina poslije na isti dan potpisan je ugovor o povratku sestara u kuću na Rupnovcu. Zahvaljujući fratrima samostana provincije Bosne Srebrene, zajedno s provincijalom, fra Lovrom Gavranom, građevina je sačuvana i ponovo se obnavlja i adaptira. Po okončanju unutarnjih radova očekuje se da će 2016., nakon više od dva desetljeća u njoj živjeti i raditi časne sestre franjevke. Danas ovdje žive i rade tri časne sestre.

## Nacionalni spomenik
Pokretno blago ovog samostana, poput muzejskih eksponata, starih knjiga, arhiva, slika i dr. proglašeno je nacionalnim spomenikom prije samog samostana. Shodno činjenici da je stanje muzejskog fonda i knjižničnog fonda bitno popravljeno, skinuto je 2012. s popisa ugroženih spomenika.
Prirodno graditeljska cjelina crkve Duha Svetoga i Franjevačkog samostana u Fojnici proglašeni su nacionalnim spomenicima BiH u listopadu 2011. godine. U ovu cjelinu ušli su:
- Rupnovac sa samostanskom kućom i voćnjakom
- Lastve i dio Bara
- groblje Karauša s kapelicom i kriptom
- brdo Križ sa šumom i voćnjakom
- mjesto Podkrižem
- samostanska crkva, zgrada muzeja i samostana

## Vanjske poveznice

### Sestrinski projekti
|  | Zajednički poslužitelj ima još gradiva o temi Franjevački samostan Duha Svetoga u Fojnici |

### Mrežna mjesta
- Franjevački samostan sv. Duha u Fojnici
- Svjetlo riječi[neaktivna poveznica] Hanap franjevačkog samostana